# Dicephalospora calochroa
Dicephalospora calochroa är en svampart som först beskrevs av Hans Sydow, och fick sitt nu gällande namn av Spooner 1987. Dicephalospora calochroa ingår i släktet Dicephalospora och familjen Rutstroemiaceae.   Inga underarter finns listade i Catalogue of Life.